# Eleições legislativas regionais nos Açores em 1984
As eleições legislativas regionais nos Açores em 1984, também designadas eleições para a Assembleia Legislativa da Região Autónoma dos Açores, realizaram-se a 14 de outubro de 1984 e delas resultou a vitória do Partido Social Democrata (PPD/PSD), liderado por João Bosco Mota Amaral.
A campanha eleitoral para as legislativas regionais nos Açores decorreu de 28 de setembro a 12 de outubro.
A abstenção foi de 37,65%, ou seja, dos 171 027 eleitores recenseados votaram 106 638.

## Partidos
Os partidos e coligações que concorreram às eleições para a Assembleia legislativa da Região Autónoma dos Açores em 1984 foram os seguintes:
| Sigla | Sigla     | Partido/Coligação                               |
| ----- | --------- | ----------------------------------------------- |
|       | APU       | Aliança Povo Unido                              |
|       | CDS       | Partido do Centro Democrático Social            |
|       | PCTP/MRPP | Partido Comunista dos Trabalhadores Portugueses |
|       | PPD/PSD   | Partido Social Democrata                        |
|       | PPM       | Partido Popular Monárquico                      |
|       | PS        | Partido Socialista                              |
|       | UDA/PDA   | Partido Democrático do Atlântico                |
|       | UDP       | União Democrática Popular                       |

## Resultados
Resultados regionais apurados pela Comissão Nacional de Eleições.

Deputados eleitos e partido mais votado por círculo eleitoral

| Partido | Partido         | Candidato              | Votos   | Votos (%) | Votos (±) | Assentos | Assentos (%) | Assentos (±) |
| --- | --------------- | ---------------------- | ------- | --------- | --------- | -------- | ------------ | ------------ |
| | PPD/PSD         | João Bosco Mota Amaral | 60 162  | 56,42%    | −0,93%    | 28       | 63,64%       | −2           |
| | PS              | -                      | 25 835  | 24,23%    | −3,04%    | 13       | 29,55%       | +1           |
| | CDS             | -                      | 8 442   | 7,92%     | +3,45%    | 2        | 4,55%        | +1           |
| | APU(a)          | -                      | 5 643   | 5,29%     | +2,08%    | 1        | 2,27%        | +1           |
| | UDA/PDA         | -                      | 1 668   | 1,56%     | −0,73%    | 0        | 0%           | 0            |
| | UDP             | -                      | 1 286   | 1,21%     | −0,39%    | 0        | 0%           | 0            |
| | PCTP/MRPP       | -                      | 764     | 0,72%     | +0,2%     | 0        | 0%           | 0            |
| | PPM             | -                      | 41      | 0,04%     | −0%       | 0        | 0%           | 0            |
| Totais | Totais          | Totais                 | 103 841 |           |           | 44       |              |              |
| Votos em Branco | Votos em Branco | Votos em Branco        | 911     | 0,85%     | −0,16%    |          |              |              |
| Votos Nulos | Votos Nulos     | Votos Nulos            | 1 886   | 1,77%     | −0,51%    |          |              |              |
| Participação | Participação    | Participação           | 106 638 | 62,35%    | −14,67%   |          |              |              |
| ↑(a) Partido Comunista Português (PCP), Movimento Democrático Português (MDP/CDE) e Movimento Ecologista Português – Partido "Os Verdes" (MEP/PV) concorreram em coligação. |                 |                        |         |           |           |          |              |              |
| Fonte: Comissão Nacional de Eleições |                 |                        |         |           |           |          |              |              |

## Resultados por ilha
|             | %       | D       | %    | D  | %    | D   | %   | D   | %       | D       | %   | D   |    |
| Ilha        | PPD/PSD | PPD/PSD | PS   | PS | CDS  | CDS | APU | APU | UDA/PDA | UDA/PDA | UDP | UDP | D  |
| ----------- | ------- | ------- | ---- | -- | ---- | --- | --- | --- | ------- | ------- | --- | --- | -- |
| Corvo       | 57,8    | 1       | 34,1 | 1  | -    | -   | 5,2 | -   | -       | -       | 0,4 | -   | 2  |
| Faial       | 54,4    | 3       | 25,9 | 1  | 8,6  | -   | 7,6 | -   | -       | -       | 1,0 | -   | 4  |
| Flores      | 44,0    | 2       | 19,7 | -  | 23,2 | 1   | 8,9 | -   | -       | -       | 0,6 | -   | 3  |
| Graciosa    | 65,2    | 2       | 27,3 | 1  | 3,6  | -   | 0,8 | -   | -       | -       | 0,1 | -   | 3  |
| Pico        | 50,2    | 2       | 37,6 | 2  | 5,0  | -   | 3,7 | -   | -       | -       | 0,6 | -   | 4  |
| Santa Maria | 35,9    | 1       | 37,2 | 2  | 17,5 | -   | 2,8 | -   | 2,6     | -       | 1,0 | -   | 3  |
| São Jorge   | 67,8    | 3       | 7,9  | -  | 20,9 | -   | 0,8 | -   | -       | -       | 0,4 | -   | 3  |
| São Miguel  | 63,1    | 10      | 19,2 | 3  | 3,0  | -   | 6,2 | 1   | 3,1     | -       | 1,2 | -   | 14 |
| Terceira    | 45,2    | 4       | 31,5 | 3  | 14,0 | 1   | 4,5 | -   | -       | -       | 1,9 | -   | 8  |
| TOTAL       | 56,4    | 28      | 24,2 | 13 | 7,9  | 2   | 5,3 | 1   | 1,6     | -       | 1,2 | -   | 44 |